# Justin Timberlake
Justin Randall Timberlake (Memphis, Tennessee, 31. siječnja 1981.) američki je pop i R&B pjevač, tekstopisac, producent, plesač i glumac. Proslavio se kasnih '90-ih godina kao vodeći pjevač boy benda 'N Sync. Osvojio je deset Grammyja i četiri Emmyja.

## Karijera
Njegov prvi samostalni album Justified izašao je 2002. godine te je diljem svijeta prodan u više od 7 milijuna primjeraka. Najpoznatija pjesma s tog albuma "Cry Me a River" nastala je u suradnji s producentom Timbalandom.
Timberlakeov drugi samostalni album, FutureSex/LoveSounds, izašao je 2006. godine, a prodan je u više od 8,6 milijuna primjeraka. Tri pjesme s tog albuma u SAD-u dospjele su na prvo mjesto ljestvice hit skladbi – "SexyBack", "My Love" i "What Goes Around.../...Comes Around", također u suradnji s Timbalandom. 
Sa svoja dva albuma, Timberlake je sam prodao više od 18 milijuna primjeraka u cijelom svijetu, a kao jedan od dva vodeća pjevača 'N Sync-a više od 50 milijuna primjeraka. Njegova druga ulaganja uključuju producentsku kuću Tennman Records, modnu kuću William Rast i restorane Destino i Southern Hospitality.
Rad na svom trećem albumu The 20/20 Experience počeo je u srpnju 2012. godine te je isti objavljen 15. ožujka 2013. godine. Drugi dio albuma izlazi u studenom iste godine.
Prema Billboardu, Timberlake je 2014. godine #26 na Top100 listi glazbenika s najvećim prihodima
s gotovo $57 milijuna dolara, dok je u 2015 bio #19 sa $63 milijuna dolara.
Njegov peti studijski album imena Man of the Woods je predstavljen 2018. godine dva dana prije nego što je vodio Super Bowl Halftime Show.

## Privatni život
Početkom 1999. godine Justin Timberlake bio je u vezi s pop pjevačicom Britney Spears. Svoju vezu prekinuli su iznenada u ožujku 2002. godine. Njihov prekid utjecao je na riječi pjesme "Cry Me a River", jedne od najpopularnijih Justinovih pjesama.
Godinu dana poslije, u travnju 2003. godine, Justin je započeo vezu s Cameron Diaz, nedugo nakon što su se upoznali. Zajedno su bili nešto više od tri i pol godine, a prekinuli su 16. prosinca 2006. godine nakon zajednog nastupa u emisiji Saturday Night Live.
Nakon snimanja spota za pjesmu "What Goes Around.../...Comes Around" 2006. godine sa Scarlett Johansson, u medijima je nagađano da su njih dvoje zajedno.
Kasnije, u siječnju 2007. godine Justin je povezivan s glumicom Jessicom Biel nakon što su njihove zajedničke slike izašle u javnost, te se s njom u listopadu 2012.godine i oženi.
Timberlake je u siječnju 2015. godine na svoj 34. rođendan potvrdio da s glumicom očekuje dijete.

## Diskografija

### Albumi
| Godina | Naslov                        | Pozicija u ljestvici | Pozicija u ljestvici | Pozicija u ljestvici | Pozicija u ljestvici | Pozicija u ljestvici | Pozicija u ljestvici | Pozicija u ljestvici | Pozicija u ljestvici | Pušten u prodaju   | Primjeraka |
| Godina | Naslov                        | Svijet               | NJE                  | AUT                  | ŠVI                  | SAD                  | EU                   | VBR                  | AUS                  | Pušten u prodaju   | Globalno   |
| ------ | ----------------------------- | -------------------- | -------------------- | -------------------- | -------------------- | -------------------- | -------------------- | -------------------- | -------------------- | ------------------ | ---------- |
| 2002.  | Justified                     | 7                    | 11                   | 33                   | 22                   | 2                    | 12                   | 1                    | 8                    | 29. kolovoza 2002. | 8.000.000  |
| 2006.  | FutureSex/LoveSounds          | 1                    | 3                    | 5                    | 2                    | 1                    | 1                    | 1                    | 1                    | 8. rujna 2006.     | 9.000.000+ |
| 2013.  | The 20/20 Experience          | −                    | −                    | −                    | −                    | −                    | −                    | −                    | −                    | 15. ožujka 2013.   | −          |
| 2013.  | The 20/20 Experience – 2 of 2 |                      |                      |                      |                      |                      |                      |                      |                      |                    |            |
| 2018.  | Man of the Woods              |                      |                      |                      |                      |                      |                      |                      |                      |                    |            |
| 2024.  | Everything I Thought It Was   |                      |                      |                      |                      |                      |                      |                      |                      |                    |            |

### Turneje
- 2003.: Justified/Stripped Tour
- 2003./2004.: Justified and Lovin' It Live
- 2007.: FutureSex/LoveShow

### DVD-ovi
- 2003.: Justified: The Videos
- 2003.: Live from London
- 2007.: Futuresex/LoveShow - Live from Madison Square Garden

## Filmografija
| Film          | Film                    | Film                    | Film                             |
| Godina        | Film                    | Uloga                   | Bilješke                         |
| ------------- | ----------------------- | ----------------------- | -------------------------------- |
| 2000.         | Longshot                | Valet                   |                                  |
| 2000.         | Model Behavior          | Jason Sharpe            | TV film                          |
| 2001.         | On the Line             | Make-up glumac          | Nepripisano cameo prikazanje     |
| 2005.         | Edison                  | Josh Pollack            |                                  |
| 2006.         | Alpha Dog               | Frankie Ballenbacher    |                                  |
| 2006.         | Black Snake Moan        | Ronnie Morgan           |                                  |
| 2007.         | Shrek Treći             | Artie Pendragon         | glas                             |
| 2007.         | Southland Tales         | Private Pilot Abilene   |                                  |
| 2008.         | The Love Guru           | Jacques "Le Coq" Grande |                                  |
| 2009.         | The Open Road           | Carlton Garrett         |                                  |
| 2010.         | Shrek uvijek i zauvijek | Artie Pendragon         | glas, izbrisana scena            |
| 2010.         | Društvena mreža         | Sean Parker             | utjelovljuje Seana Parkera       |
| 2010.         | Yogi Bear               | Boo-Boo Bear            | glas                             |
| 2011.         | Zločesta učiteljica     | Scott Delacorte         |                                  |
| 2011.         | Vrijeme je novac        | Will Salas              |                                  |
| 2011.         | Veza bez obaveza        | Dylan Harper            |                                  |
| 2012.         | Trouble with the Curve  | Johnny Flanagan         |                                  |
| 2013.         | Inside Llewyn Davis     | Jim Berkey              | snima se                         |
| 2013.         | Runner Runner           | nepoznato               | snima se                         |
| Televizija    |                         |                         |                                  |
| Godina        | Naslov                  | Uloga                   | Bilješke                         |
| 1993. – 1995. | The Mickey Mouse Club   | osobno                  |                                  |
| 1999.         | Touched by an Angel     | Ulični izvođač          | Epizoda "Voice of an Angel"      |
| 2001.         | Simpsoni                | osobno                  | Epizoda "New Kids on the Blecch" |
| 2003. – 2011. | Saturday Night Live     | Nekoliko uloga          | Sedam epizoda                    |

## Vanjske poveznice
- Službena stranica
- Justin Timberlake na YouTube-u
- Justin Timberlake[neaktivna poveznica] na Allmusic-u
- Justin Timberlake na Internet Movie Database-u